# Kadahalli, Shiggaon
Kadahalli là một làng thuộc tehsil Shiggaon, huyện Haveri, bang Karnataka, Ấn Độ.